# Islam chiita en Afganistán

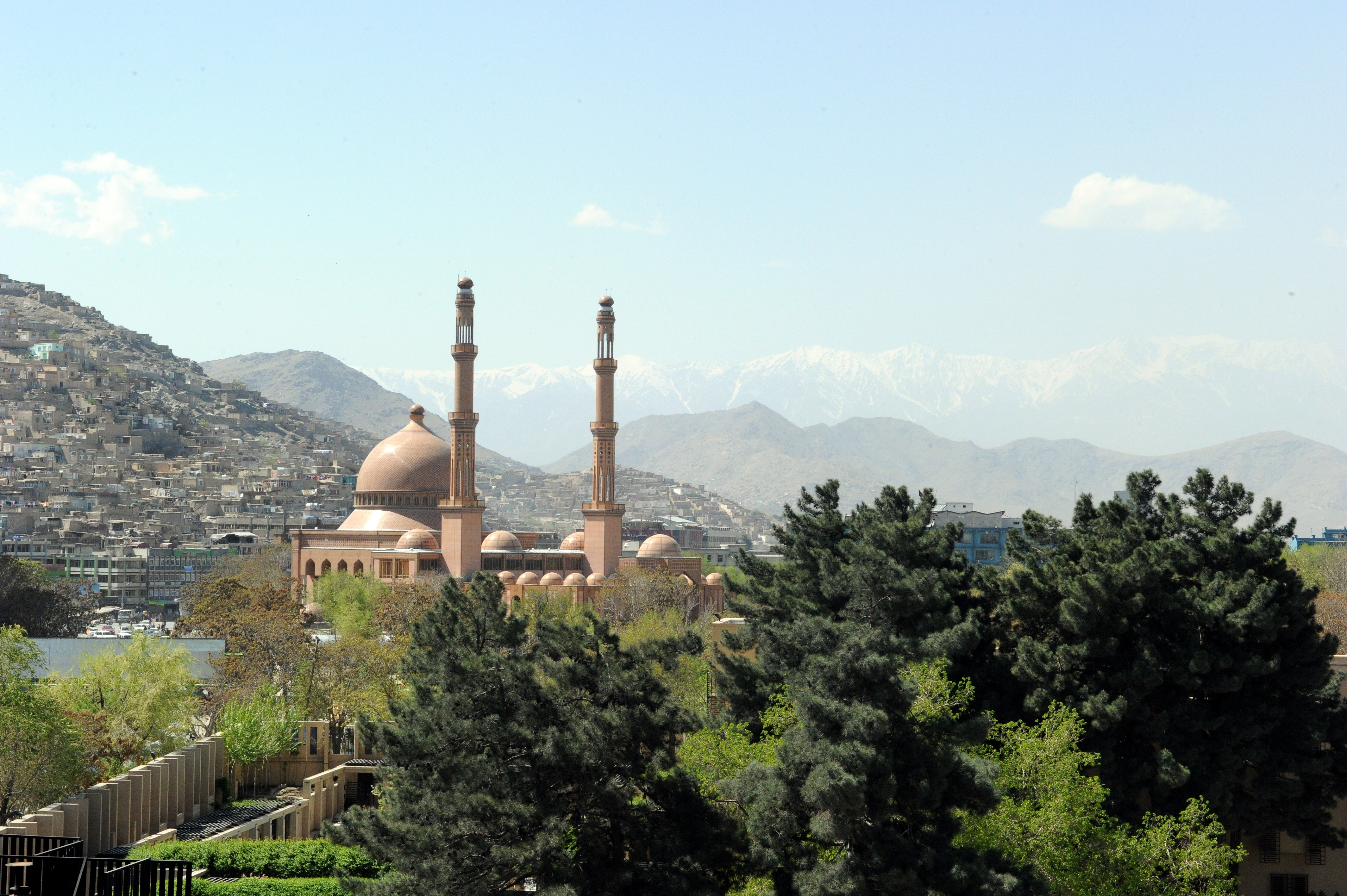
Mezquita Abdul Rahman en Kabul.

| \| Islam chiita en Afganistán \| Islam chiita en Afganistán \| Islam chiita en Afganistán \| Islam chiita en Afganistán \| Islam chiita en Afganistán \| \| -------------------------- \| -------------------------- \| -------------------------- \| -------------------------- \| -------------------------- \| \| Religión \| Religión \| \| Porcentaje \| Porcentaje \| \| Suníes \| Suníes \| \| 84.7 % \| 84.7 % \| \| Chiies \| Chiies \| \| 15 % \| 15 % \| \| Otras \| Otras \| \| 0.3 % \| 0.3 % \| |          |  |            |            |

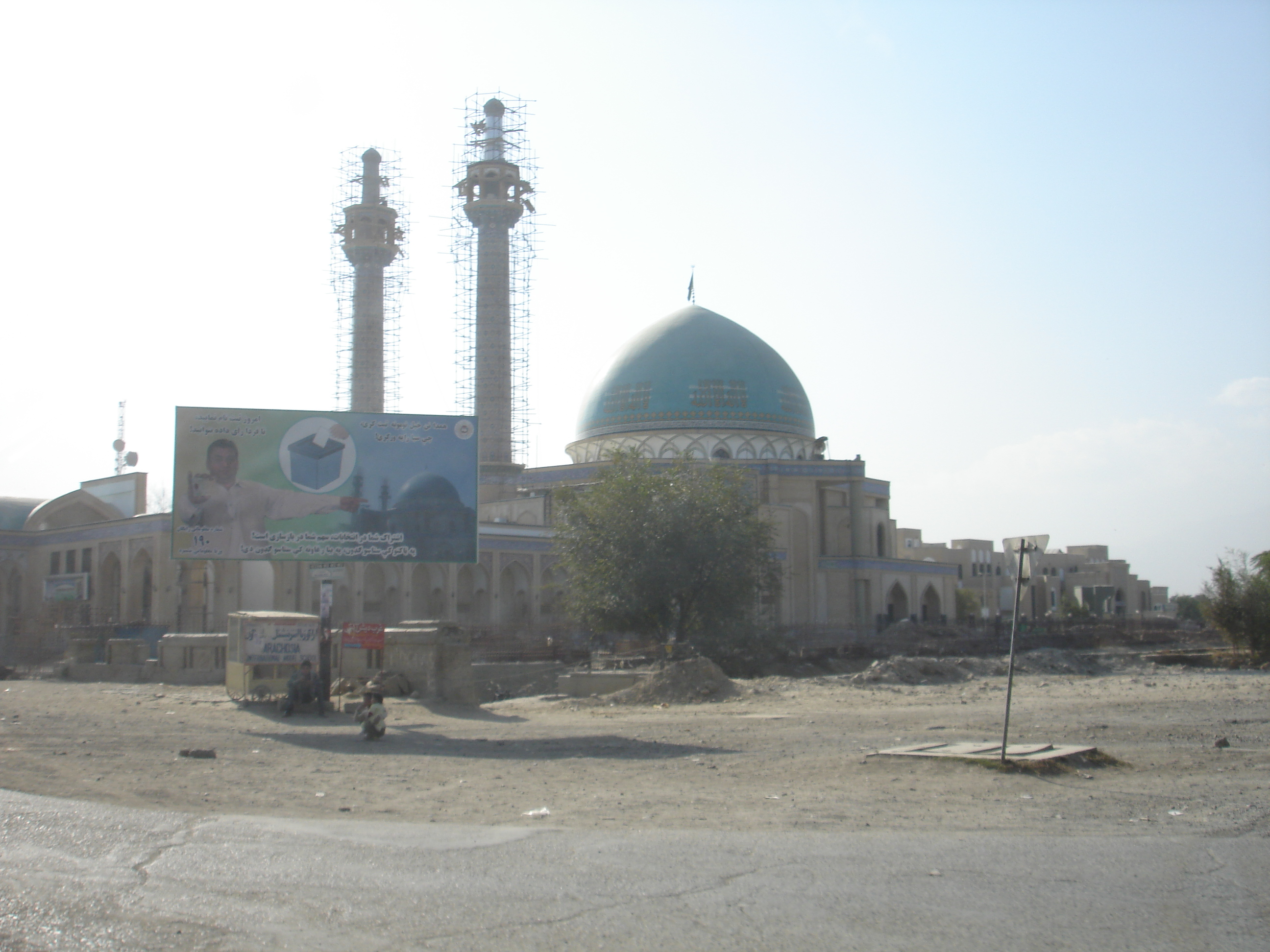
Masjid Jame en Kabul durante la construcción en 2008, el más grande mezquita Chiita en Afganistán.

| Islam chiita en Afganistán |          |  |            |            |
| Religión | Religión |  | Porcentaje | Porcentaje |
| Suníes | Suníes   |  | 84.7 %     | 84.7 %     |
| Chiies | Chiies   |  | 15 %       | 15 %       |
| Otras | Otras    |  | 0.3 %      | 0.3 %      |

Islam chiita en Afganistán es practicado por una minoría de la  población; las estimaciones varían del 13% a 15% o 20%. Los chiitas afganos son principalmente los Imamíes, mientras que una minoría son Ismailismo. En general se distribuyen geográficamente al norte y al oeste del país.

## Imamíes
La mayoría de los chiitas afganos son Imamíes, principalmente de la etnia Hazara. La siguiente comunidad de Imamíes más grande son los Farsiwan de las provincias occidentales provincia de Herat y provincia de Farah. Otras comunidades de Imamíes afganos, mucho más pequeñas, incluyen las poblaciones de la tribu Bayat y Qizilbash, así como algunos de los que dicen ser Sayyid.

## Ismailismo
Una porción más pequeña de chiitas afganos son Nizaríes Ismailies, estas poblaciones incluyen muchos de los hablantes de las lenguas pamir de la parte noreste del país (predominantemente en provincia de Badajshán que limita con Tayikistán).
La provincia de Baglán es también el hogar de una comunidad Ismaili, Sayeds of Kayan. Su líder es Sayed Mansur Naderi y su hijo, Sayed Jaffar Naderi. Durante la Invasión Soviética,unos 10.000 milicianos Ismailíes defendieron la fortaleza de Baghlan Ismaili de Kayan en la provincia de Baglán. Llegaron a un acuerdo con los soviéticos de no agresión, pero logísticamente apoyaron a los Mujahideen. En 2003 se informó que, a diferencia de otras comunidades ismaelitas en la región y en todo el mundo, los ismailíes de Baglán no cedieron al líder espiritual de los ismaelitas en todo el mundo, el Aga Khan.